# Царикаев, Тарас Таймуразович
Тара́с Таймура́зович Царика́ев (род. 17 июня 1989, Орджоникидзе, РСФСР, СССР) — российский футболист, защитник.

## Карьера

### Клубная
Воспитанник осетинского футбола. Футболом начал заниматься в родном селе Чикола, затем находился в системе ФШМ. Первый тренер — Царай Османович Газдаров. Начинал профессиональную карьеру в 2005 году в «Автодоре». В 2007—2008 годах выступал за молодёжную команду московского «Локомотива». В 2009—2013 годах защищал цвета «Алании», в составе которой стал финалистом Кубка России. В Премьер-лиге дебютировал 31 июля 2010 года в матче против «Терека» (0:2). В марте 2014 года перешёл в «Актобе», в составе которого стал обладателем Суперкубка Казахстана и серебряным призёром чемпионата страны. В элитном дивизионе дебютировал 9 апреля в матче против «Жетысу» (1:0). В 2015 году пополнил ряды «Армавира». В июле 2016 года подписал контракт с «Шинником». Летом 2017 года перешёл в «Оренбург». В феврале 2018 года пополнил ряды грузинского клуба «Рустави». В элитном дивизионе дебютировал 5 марта в матче против тбилисского «Динамо» (2:1). В июле того же года подписал контракт с «Лучом». Завершил карьеру в 2020 году в «Алании».

### В сборной
В 2008 году провёл 4 матча в составе юношеской сборной России до 19 лет.

## Достижения
- Обладатель Суперкубка Казахстана: 2014
- Серебряный призёр чемпионата Казахстана: 2014
- Финалист Кубка Казахстана: 2014
- Финалист Кубка России: 2010/11
- Серебряный призёр Первого дивизиона России: 2011/12
- Бронзовый призёр Первого дивизиона России: 2009
- Серебряный призёр зоны «Юг» Второго дивизиона России: 2019/20